# カズミ・エバンス
カズミ・エバンズ（Kazumi Evans、1989年9月14日 - ）は、日系カナダ人の女優、声優。

CBCの『Triple Sensation』の出場者としてキャリアをスタートさせた。声優としては、『ボブとはたらくブーブーズ』のサフィ、『The Deep』のマデリン、バービー映画のスキッパーの声を担当している。これまでで一番大きな役は、2016年5月にNetflixから英語版が配信されたフランスのアニメ『アイドルプリンセス★ロリロック』の主役アイリスである。

## 経歴
2007年、エバンスはリアリティ番組シリーズの「トリプルセンセーション」の最初のシーズンに出場者として出演し、演劇訓練機関への奨学金を獲得した。彼女はマスタークラスステージに到達するための12人のファイナリストの1人だったが、勝ち進めなかった。

## 出演作品

### テレビドラマ
- 超電メカ X4（ジェシカ）

### テレビアニメ
- アイドルプリンセス★ロリロック - アイリス
- マイリトルポニー〜トモダチは魔法〜 - ラリティ（歌声）
  - マイリトルポニー〜虹の終わりの町〜
- マイリトルポニー・ガールズ: 虹の冒険 - アダージョ・ダズル、オクタヴィア
- パックワールド
- ドラゴン王子（サライ女王）
- ソニックプライム - ルージュ・ザ・バット